# フェアローン
フェアローン（Fair Lawn）は、アメリカ合衆国ニュージャージー州のバーゲン郡にある町（ボロ）。人口は3万4927人（2020年）。ニューヨークの西25キロメートルに位置するベッドタウンである。比較的大きなロシア系アメリカ人のコミュニティーがある。

## 交通
鉄道はニュージャージー・トランジットの駅が2つあり、ホーボーケン駅行きの列車を利用できる。バスはポート・オーソリティ・バスターミナル行きとジョージ・ワシントン・ブリッジ・バスターミナル行きがある。

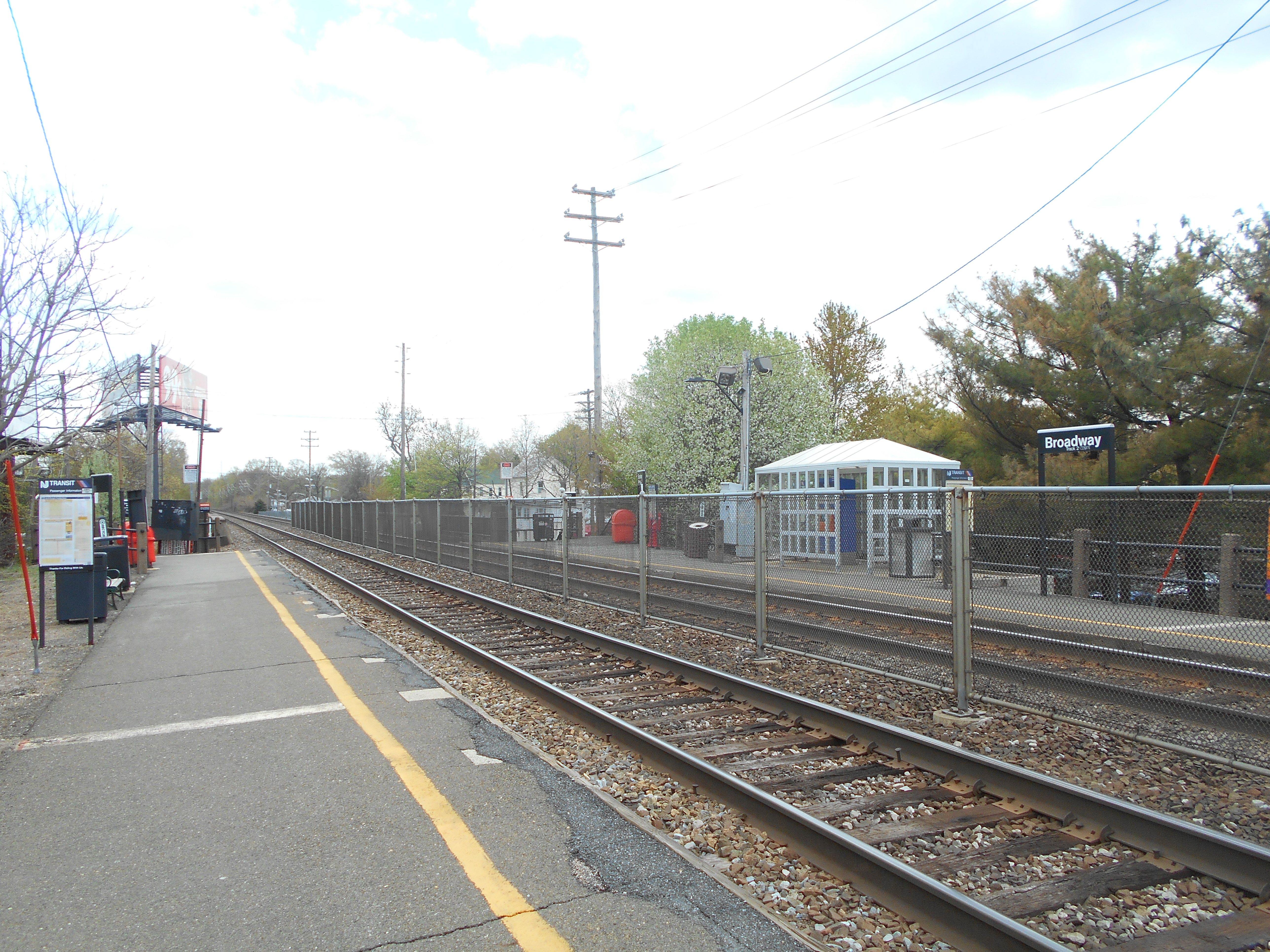
ブロードウェイ駅